# Memento (centre d'art contemporain)
Pour les articles homonymes, voir Memento.
Memento est un espace départemental d'art contemporain situé à Auch.

## Dénomination
Le nom renvoie à diverses interprétations. Il peut évoquer les memento mori ou les vanités qu'on retrouve en philosophie et en histoire de l'art, mais il est également un rappel de l'histoire plurielle du lieu d'abord couvent puis archives pour enfin devenir un lieu consacré à la création contemporaine.

## Histoire du lieu
L'espace départemental d'art contemporain Memento est situé au 14 rue Edgar-Quinet, dans la maison Pague, vieille bâtisse du cœur du vieil Auch, dans le département du Gers. Il bénéficie d'une superficie de 1 400 m2, et d'un cloître aujourd'hui réhabilité en espace de détente.
Au XIXe siècle, la bâtisse est utilisée comme second couvent de la ville par la communauté religieuse des carmélites. Cette activité religieuse est toujours visible dans le lieu. De cette époque, Memento conserve la forme architecturale générale avec une église construite au XIXe siècle ornée d'un plafond peint, daté de 1835, du peintre gersois Paul Noël Lasseran. L'iconographie convoquée ici est celle d'Élie, prophète de l'Ancien Testament et père spirituel de l'ordre des Carmes et par la suite de celui des Carmélites. Le lieu conserve également un cloître doté d'arcades sous lesquels l'on trouve le mot « Silence » rappelant aux sœurs leurs vœux. Les étages ne sont pas accessibles mais on y trouve d'autres peintures ainsi que les cellules des sœurs.
Le lieu a ensuite abrité les archives départementales du Gers de 1950 à 2005. De cette occupation, Memento conserve le nom des salles dont la salle de classement ou encore la salle de dépoussiérage ainsi que des rangées de casiers bleus sous les arcades du cloître qui renfermaient les journaux officiels.
La toiture de l'édifice ainsi que sa façade sont inscrites à l'inventaire des monuments historiques, et la bâtisse est propriété du conseil départemental du Gers.
Après presque 10 ans d'inoccupation, le lieu devient un espace départemental d’art contemporain dédié à la création actuelle. Envisagé comme un laboratoire de curiosités contemporaines, les artistes sont invités à questionner la notion même d’expositions, éloignés du « white cube » habituellement dédié aux œuvres contemporaines. Ici, les œuvres dialoguent avec l’architecture du site.
Il a été choisi de garder son aspect originel et d'aménager l'espace de façon à accueillir les visiteurs à mobilité réduite, le temps des expositions et évènements culturels programmés. Espace d'exposition éphémère, Memento accueille les visiteurs pendant la période estivale, de mai à septembre.

## Projet culturel
L'espace départemental d'art contemporain, Memento s’envisage comme un terrain d’expérimentation. Une connivence inédite s’instaure entre des œuvres et des espaces oubliés. La programmation artistique se pense sur cette relation intime entre les artistes et les architectures singulières. L’esprit des lieux croise la création, la lecture des œuvres se réinvente dans des espaces non dédiés à l’exposition. Dans l’ici et le maintenant d’un territoire, le soutien aux artistes prend toute sa force.
L'espace départemental d'art contemporain Memento s'est associé avec des institutions culturelles régionales et nationales : en 2016 avec Les Abattoirs (FRAC Occitanie Toulouse) ; en 2017 avec le Centre national des arts plastiques, le Centre de photographie de Lectoure, le Frac Nouvelle-Aquitaine, l'Institut d'art contemporain de Villeurbanne et le FRAC Occitanie Montpellier ; en 2018, Memento décide de développer davantage la production in situ en invitant des artistes de la scène régionale, nationale voire internationale à créer spécialement pour le lieu.
Cette expérience menée avec les institutions culturelles et les artistes offrent un accès à la création artistique actuelle auprès des publics éloignés des lieux caractéristique de l’art contemporain. Memento s'inscrit ainsi dans la politique culturelle du département visant à promouvoir la culture pour tous sous toutes ses formes correspondant ainsi à la vision du président du conseil départemental Philippe Martin : « La culture — son développement, sa promotion — est consubstantielle de la citoyenneté. Il ne peut y avoir de citoyens que s'ils peuvent s’intéresser, avoir accès, ou développer des formes de culture. C'est pourquoi nous cherchons à accroître le chemin démocratique qui mène à la culture. »
Auch se dote donc avec Memento d'un nouveau pôle culturel au niveau départemental, axé sur l'art contemporain. Le premier étant le musée des Jacobins bénéficiant d'une importante collection d'art précolombien. Memento offre donc une nouvelle dynamique territoriale en matière d'art contemporain,.
Tout au long de l’exposition, l’équipe de Memento développe une programmation artistique et culturelle en direction de tous les publics (familles, scolaires et extra-scolaire…) favorisant l’accès aux œuvres par des actions expérimentales et novatrices (workshop, rencontres, séances de méditation artistiques, etc.). Durant les mois de juillet et août, le cloître de Memento se transforme en scène ouverte des pratiques artistiques : du jazz à l’électro en passant par des disciplines transversales (cinéma, théâtre…) ; Les mercredis de Memento deviennent des « bulles d’exploration culturelle » ouvertes à tous.

## Expositions
- La première exposition, intitulée « Incident domestique », est ouverte au public du 28 mai au 30 septembre 2016. Elle regroupe des œuvres issues des Abattoirs Musée - FRAC Occitanie Toulouse, des prêts auprès de collectionneurs et une production in situ : Marie Sirgue[12], Martin Arnold, Michel Blazy, Richard Fauguet[13], Franck Scurti et Bertrand Segonzac[14].

Les œuvres interrogent notre perception habituelle des objets et des images qui nous entourent. Sans cesse, en quête de paysages à apprivoiser, les artistes contournent, détournent les frontières de l’art et de notre environnement. En puisant dans l’ordinaire, ils extraient une perception extraordinaire du quotidien. « Incident domestique » démultiplie les points de vue pour accéder au processus créatif.
Le 30 juillet 2016, la ministre de la Culture Audrey Azoulay découvre l'exposition,,.
- Pour la deuxième édition, le conseil départemental du Gers continue sa collaboration avec la commissaire d’exposition Karine Mathieu avec l’exposition « Supra-Réel / Explorer l'illusion » qui se tient du 27 mai au 24 septembre 2017. Onze artistes sont invités à rendre visible l’imperceptible : Hervé Coqueret[18], David Coste[19], ALP le collectif[20], collectif Df*[21], Laurie Dall’Ava[22], Fred Eerdekens[23], Daniel Firman, Delphine Gigoux-Martin, Audrey Martin[24], Martin Monchicourt[25] et Philippe Ramette[26],[27]. L’exposition « Supra réel »[28] propose une excursion du sensible, une invitation à s’aventurer dans une nouvelle illusion où les artistes sont invités à déplacer les frontières. En bousculant les notions d’espace-temps, de perception, de transformation des représentations s’instaure à Memento une nouvelle relation à l’œuvre, à l’espace et au public.
- La troisième exposition « En marge » se déroule du 26 mai au 30 septembre 2018[29],[30]. Elle réunit neuf artistes : Bertille Bak, Le Gentil Garçon[31], Benoît Luisière[32], Pierre Monjaret[33], Benjamin Paré[34], Laurent Perbos[35], Marine Semeria[36], Xavier Veilhan, Pauline Zenk[37] & Lilie Pinot[38]. Conçue comme un laboratoire de curiosités contemporaines, l’exposition est construite autour d’une idée centrale : repenser la notion de communauté.

Qu’est-ce qui nous fait être ensemble ? « Il s’agit alors d’invoquer ce qui est le propre de l’humain : la délectation, l’euphorie, l’amusement, la réjouissance, le temps libre et la spontanéité, autant de caractères et de sentiments mis en marge par le pragmatisme de nos sociétés en soif de performances […]. Il sera alors question de fédérer les genres et les usages populaires par le geste artistique en questionnant l’identité même de ce que nous désignons comme "populaire" » écrit la commissaire Karine Mathieu. Cette exposition permet de développer les partenariats avec le FRAC Occitanie - Montpellier et l'Institut d'art contemporain de Villeurbanne.
Le 22 août 2018, Philippe Martin, président du conseil départemental du Gers, à l'occasion d'un spectacle de danse de la compagnie YMA, fait découvrir l'exposition à François Hollande et Julie Gayet.
- La quatrième édition « 4e Mur » voit s'implanter Memento dans le paysage culturel et artistique gersois par le recrutement de Karine Mathieu en tant que directrice artistique de la structure. Elle y invite cinq artistes : Clément Cogitore, Rémi Duprat[41], Armand Morin[42], Jérôme Souillot[43],[44] et prolonge son partenariat avec le FRAC Occitanie - Montpellier en faisant appel à l'artiste Simone Decker.

Pour Karine Mathieu : « Initialement propre au domaine du théâtre, ce terme [4ème Mur] désigne la volonté de rompre le mur fictif entre l'étendue scénique et la zone du regardeur pour traverser la frontière qui sépare le réel de la fiction. Tout réside là… dans cette expérience immersive. L'exposition tente de rendre perceptible cette transition entre des mondes qui ne sont pas sans rappeler ce que l'on nomme en écologie le concept d'écotone »